# 埃托尔迈
埃托尔迈（法語：Étormay，法語發音：[etɔʁmɛ]）是法国科多尔省的一个市镇，位于该省中部，属于蒙巴尔区。

## 地理
埃托尔迈（47°35'50"N, 4°34'30"E）面积12.6 平方千米，位于法国勃艮第-弗朗什-孔泰大區科多尔省，该省份为法国中东部省份，北起奥布省，西接涅夫勒省和约讷省，南至索恩-卢瓦尔省，东南接汝拉省，东临上索恩省，东北部与上马恩省接壤。
与埃托尔迈接壤的市镇（或旧市镇、城区）包括：绍姆莱拜尼厄、孔韦尔新城、拜尼厄莱瑞夫、比西勒格朗、茹尔莱拜尼厄、吕斯奈勒迪克。

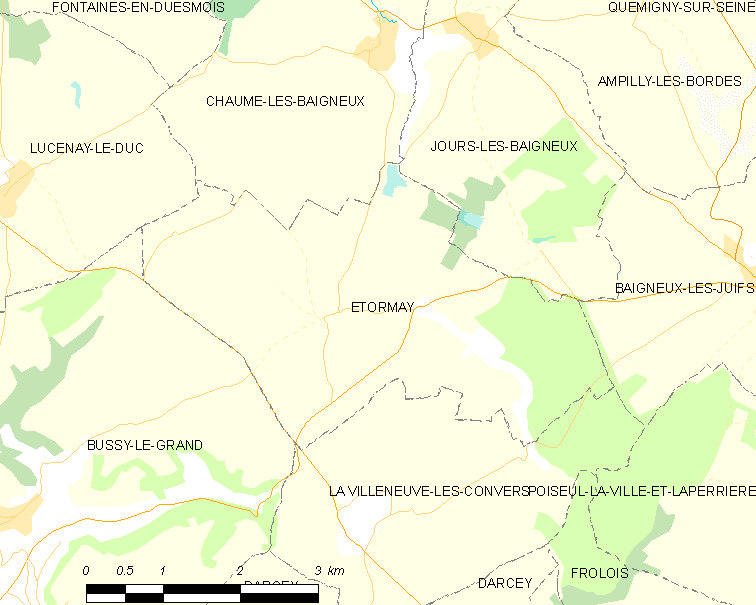
埃托尔迈的OSM定位图

埃托尔迈的时区为UTC+01:00、UTC+02:00（夏令时）。

## 行政
埃托尔迈的邮政编码为21450，INSEE市镇编码为21257。

## 政治
埃托尔迈所属的省级选区为塞纳河畔沙蒂永县。

## 人口

1962-2008年间埃托尔迈人口变化图示

埃托尔迈于2022年1月1日时的人口数量为66人。